# Stemona sessilifolia
Stemona sessilifolia är en enhjärtbladig växtart som först beskrevs av Friedrich Anton Wilhelm Miquel, och fick sitt nu gällande namn av Friedrich Anton Wilhelm Miquel. Stemona sessilifolia ingår i släktet Stemona och familjen Stemonaceae. Inga underarter finns listade.